# Ternana Calcio 1987-1988
Questa pagina raccoglie le informazioni riguardanti la Ternana Calcio nelle competizioni ufficiali della stagione 1987-1988.

## Stagione
Nella stagione 1987-1988 la Ternana disputa il girone C del campionato di Serie C2, ottiene con 28 punti il quattordicesimo posto. Stagione determinata dalla crisi societaria che ha portato il 12 dicembre al fallimento della società, e con la nomina del curatore dott. Claudio Troiani la Ternana ha potuto continuare il campionato, fino alla nomina del nuovo presidente, Alfiero Vagnarelli avvenuta il 19 dicembre 1987. In panchina si è partiti con Mario Facco, poi dall'ottava giornata c'è stato il ritorno a Terni di Corrado Viciani, fino al termine della stagione. Un campionato di basso profilo, con la salvezza arrivata alla penultima giornata, grazie alla vittoria (3-2) sulla Martina. Miglior marcatore stagionale Nicola Coppola con otto reti. Nel girone N della Coppa Italia di Serie C la Ternana è arrivata con 5 punti ultima in classifica, nel girone che promuove il Perugia ai sedicesimi di finale. In questa stagione in questi gironi di qualificazione la vittoria vale 3 punti, il pareggio porta direttamente ai calci di rigore, che stabiliscono chi ottiene 2 punti, chi 1 solo punto. La Ternana pareggia tre dei sei incontri, andando quindi tre volte ai rigori, che diventano due vittorie ed una sconfitta.

## Rosa

Da sinistra: Di Vincenzo, Coppola e il capitano D'Amico nella trasferta di Forlì del 6 marzo 1988.

| N. |                   | Ruolo | Calciatore            |
| -- | ----------------- | ----- | --------------------- |
| -  | Italia (bandiera) | D     | Andrea Babucci        |
| -  | Italia (bandiera) | D     | Claudio Bazeu         |
| -  | Italia (bandiera) | D     | Fabio Cardaio         |
| -  | Italia (bandiera) | D     | Daniele Catto         |
| -  | Italia (bandiera) | A     | Nicola Coppola        |
| -  | Italia (bandiera) | C     | Vincenzo D'Amico      |
| -  | Italia (bandiera) | D     | Francesco Di Vincenzo |
| -  | Italia (bandiera) | A     | Giorgio Eritreo       |
| -  | Italia (bandiera) | C     | Massimo Esposito      |
| -  | Italia (bandiera) | D     | Riccardo Feliziani    |
| -  | Italia (bandiera) | P     | Paolo Foti            |
| -  | Italia (bandiera) | A     | Giampiero Giulivi     |
| -  | Italia (bandiera) | C     | Vito Graziani         |
| -  | Italia (bandiera) | C     | Franco Merendi        |

| N. |                   | Ruolo | Calciatore          |
| -- | ----------------- | ----- | ------------------- |
| -  | Italia (bandiera) | D     | Paolo Misuri        |
| -  | Italia (bandiera) | C     | Danilo Niccolai     |
| -  | Italia (bandiera) | D     | Romualdo Picchiante |
| -  | Italia (bandiera) | C     | Onofrio Quattromini |
| -  | Italia (bandiera) | P     | Alberto Raggi (II)  |
| -  | Italia (bandiera) | D     | Gabriele Ratti      |
| -  | Italia (bandiera) | A     | Antonio Ravot       |
| -  | Italia (bandiera) | C     | Giampiero Serafini  |
| -  | Italia (bandiera) | D     | Roberto Sesena      |
| -  | Italia (bandiera) | C     | Daniele Simeoni     |
| -  | Italia (bandiera) | A     | Bruno Spinelli      |
| -  | Italia (bandiera) | D     | Massimo Spinelli    |
| -  | Italia (bandiera) | C     | Fortunato Torrisi   |

## Risultati

### Campionato

#### Girone di andata
| Arbitro: | D'Ambrosio (Padova) |

|                   |           |             |
| Corrente 62’, 75’ | Marcatori | 60’ Coppola |

| Arbitro: | Zebellin (Bassano del Grappa) |

|             |           |  |
| Cardaio 89’ | Marcatori |  |

| Arbitro: | Taverniti (Roma) |

|                                |           |  |
| Alessandroni 36’ Ciannavei 88’ | Marcatori |  |

| Arbitro: | Brasca (Busto Arsizio) |

|            |           |              |
| Coppola 3’ | Marcatori | 47’ Quaranta |

| Arbitro: | Casiraghi (Monza) |

|                |           |  |
| Giovanetti 66’ | Marcatori |  |

| Arbitro: | Rungger (Bolzano) |

|             |           |               |
| Coppola 50’ | Marcatori | 82’ Menegatti |

| Arbitro: | Zucchini (Bologna) |

|                          |           |             |
| Genovasi 20’ Fiaschi 87’ | Marcatori | 11’ Cardaio |

| Arbitro: | Merlino (Torre del Greco) |

|                             |           |                                |
| Di Vincenzo 13’ D'Amico 89’ | Marcatori | 21’ (aut.) Ratti 52’ Zappasodi |

| Arbitro: | Brignoccoli (Ancona) |

|            |           |                          |
| Jaconi 50’ | Marcatori | 23’ Esposito 42’ Eritreo |

| Arbitro: | Destro (Novi Ligure) |

|                         |           |  |
| Eritreo 53’ Cardaio 89’ | Marcatori |  |

| Arbitro: | Tommasi (Pavia) |

|                     |           |  |
| Cocciari 80’ (rig.) | Marcatori |  |

| Arbitro: | Lo Russo (Milano) |

|                         |           |                  |
| Eritreo 19’ Coppola 70’ | Marcatori | 53’ Pennacchioni |

| Terni 13 dicembre 1987 13ª giornata | Ternana             | 0 – 0 | Perugia | Stadio Libero Liberati\| Arbitro: \| Ceccarini (Livorno) \| |
| Arbitro:                            | Ceccarini (Livorno) |       |         |                                                             |

| Arbitro: | Copercini (Parma) |

|                         |           |  |
| D'Alessandro 13’ (rig.) | Marcatori |  |

| Arbitro: | Guida (Palermo) |

|  |           |               |
|  | Marcatori | 36’ Del Zotti |

| Arbitro: | Ceccarelli (Ciampino) |

|                    |           |  |
| Coppola 32’ (aut.) | Marcatori |  |

| Arbitro: | Falca (Pinerolo) |

|                          |           |  |
| Esposito 82’ D'Amico 88’ | Marcatori |  |

#### Girone di ritorno
| Arbitro: | Brasca (Busto Arsizio) |

|  |           |                   |
|  | Marcatori | 35’, 59’ Corrente |

| Arbitro: | Casiraghi (Monza) |

|                                 |           |              |
| Scolamacchia 8’ Martiradonna 9’ | Marcatori | 89’ Spinelli |

| Arbitro: | Rossignoli (Firenze) |

|                               |           |                        |
| Spinelli 17’, 58’ D'Amico 69’ | Marcatori | 7’ Minuti 44’ D'Orazio |

| Arbitro: | Braschi (Prato) |

|           |           |  |
| Mosca 45’ | Marcatori |  |

| Arbitro: | Moro (San Donà di Piave) |

|             |           |            |
| Coppola 39’ | Marcatori | 82’ Bidini |

| Arbitro: | Bazzoli (Merano) |

|                           |           |                         |
| Zamuner 17’ Menegatti 34’ | Marcatori | 31’ Coppola 90’ D'Amico |

| Arbitro: | Limone (Torino) |

|                                          |           |  |
| Spinelli 7’, 29’ Simeoni 25’ Eritreo 84’ | Marcatori |  |

| Arbitro: | Scardia (Lecce) |

|                                                    |           |  |
| Marchionne 25’, 47’, 90’ Zappasodi 26’ Gaspari 52’ | Marcatori |  |

| Arbitro: | Rivola (Roma) |

|                          |           |  |
| Spinelli 20’ Cardaio 85’ | Marcatori |  |

| Arbitro: | Lo Russo (Milano) |

|                |           |                         |
| Stachiotti 14’ | Marcatori | 34’ D'Amico 39’ Coppola |

| Arbitro: | Benazzoli (Bassano del Grappa) |

|                    |           |                                           |
| D'Amico 76’ (rig.) | Marcatori | 8’ Cocciari 27’, 80’ Zoppis 73’ Di Felice |

| Civitanova Marche 24 aprile 1988 29ª giornata | Civitanovese         | 0 – 0 | Ternana | Campo Polisportivo Comunale\| Arbitro: \| Del Giudice (Napoli) \| |
| Arbitro:                                      | Del Giudice (Napoli) |       |         |                                                                   |

| Perugia 8 maggio 1988 30ª giornata | Perugia            | 0 – 0 | Ternana | Stadio Renato Curi\| Arbitro: \| Bizzarri (Ferrara) \| |
| Arbitro:                           | Bizzarri (Ferrara) |       |         |                                                        |

| Arbitro: | Mellina (Piacenza) |

|                    |           |                                    |
| D'Amico 82’ (rig.) | Marcatori | 5’ D'Alessandro 57’ (aut.) Simeoni |

| Arbitro: | Baglieri (Tivoli) |

|                             |           |  |
| Pavese 28’, 38’ Melileo 91’ | Marcatori |  |

| Arbitro: | Brignoccoli (Ancona) |

|                                    |           |                                |
| Spinelli 15’ Coppola 27’ Catto 39’ | Marcatori | 48’ (rig.) Tomba 77’ Guadalupi |

| Arbitro: | Limone (Torino) |

|                          |           |             |
| Galasso 23’ Lombardi 33’ | Marcatori | 61’ Eritreo |

### Coppa Italia

#### Girone N
| Arbitro: | Stafoggia (Pesaro) |

|  |                      |  |
|  | Tiri di rigore 3 – 2 |  |

| Arbitro: | Cinciripini (Piceno) |

|  |                      |  |
|  | Tiri di rigore 2 – 4 |  |

| Arbitro: | Iori (Parma) |

|           |           |  |
| Raggi 74’ | Marcatori |  |

| Arbitro: | Arena (Ercolano) |

|                              |           |             |
| Palazzese 32’ Di Michele 86’ | Marcatori | 82’ Eritreo |

| Arbitro: | Manfredini (Modena) |

|              |           |  |
| Conforto 46’ | Marcatori |  |

| Arbitro: | Mellina (Piacenza) |

|                  |                      |               |
| Tanzi 78’ (aut.) | Marcatori            | 17’ Del Prete |
|                  | Tiri di rigore 6 – 5 |               |